# Haql
Haql (en árabe حقل (jakal)) es una ciudad de Arabia Saudita, en la provincia de Tabuk. La ciudad está ubicada en el noreste de golfo de Eilat, 25 kilómetros de Áqaba, 30 kilómetros de Eilat y 200 kilómetros de Tabuk, la capital de la región donde se encuentra la ciudad.

## Zonas turísticas de la ciudad
1. Puerto de Al-Durra
2. El norte camino de Durra. En este camino puedas ver el vista de las ciudades Áqaba (Jordania),Eilat (Israel) y Taba (Egipto)
3. El camino de manjenayat (منحنايات ).En esta camino puedas ver el vista de las playas del Mar Rojo y las montañas cercanas.
4. La ciudad vieja de Haql
5. La Playa elnajis (النحيل)
6. El barrio alsabja
7. El barrio sahaban
8. El barrio aljamite
9. La isla wasal (وصل)
10. El pecio gorgis G

## Clima
Haql tiene un Clima árido (según la Clasificación climática de Köppen de Köppen BWh) siendo los inviernos cálido y los veranos seco y caliente.
| Parámetros climáticos promedio de Haql | Parámetros climáticos promedio de Haql | Parámetros climáticos promedio de Haql | Parámetros climáticos promedio de Haql | Parámetros climáticos promedio de Haql | Parámetros climáticos promedio de Haql | Parámetros climáticos promedio de Haql | Parámetros climáticos promedio de Haql | Parámetros climáticos promedio de Haql | Parámetros climáticos promedio de Haql | Parámetros climáticos promedio de Haql | Parámetros climáticos promedio de Haql | Parámetros climáticos promedio de Haql | Parámetros climáticos promedio de Haql |
| Mes                                    | Ene.                                   | Feb.                                   | Mar.                                   | Abr.                                   | May.                                   | Jun.                                   | Jul.                                   | Ago.                                   | Sep.                                   | Oct.                                   | Nov.                                   | Dic.                                   | Anual                                  |
| -------------------------------------- | -------------------------------------- | -------------------------------------- | -------------------------------------- | -------------------------------------- | -------------------------------------- | -------------------------------------- | -------------------------------------- | -------------------------------------- | -------------------------------------- | -------------------------------------- | -------------------------------------- | -------------------------------------- | -------------------------------------- |
| Temp. máx. media (°C)                  | 21.1                                   | 22.8                                   | 25.8                                   | 29.9                                   | 34.0                                   | 36.8                                   | 37.4                                   | 37.8                                   | 35.2                                   | 31.9                                   | 27.1                                   | 22.2                                   | 30.2                                   |
| Temp. mín. media (°C)                  | 10.7                                   | 11.7                                   | 14.3                                   | 17.8                                   | 20.3                                   | 23.8                                   | 25.3                                   | 25.6                                   | 24.1                                   | 20.8                                   | 16.5                                   | 11.9                                   | 18.6                                   |
| Precipitación total (mm)               | 3                                      | 5                                      | 5                                      | 3                                      | 1                                      | 0                                      | 0                                      | 0                                      | 0                                      | 1                                      | 3                                      | 3                                      | 24                                     |
| Fuente: Climate Data                   |                                        |                                        |                                        |                                        |                                        |                                        |                                        |                                        |                                        |                                        |                                        |                                        |                                        |

## Fotos de Haql

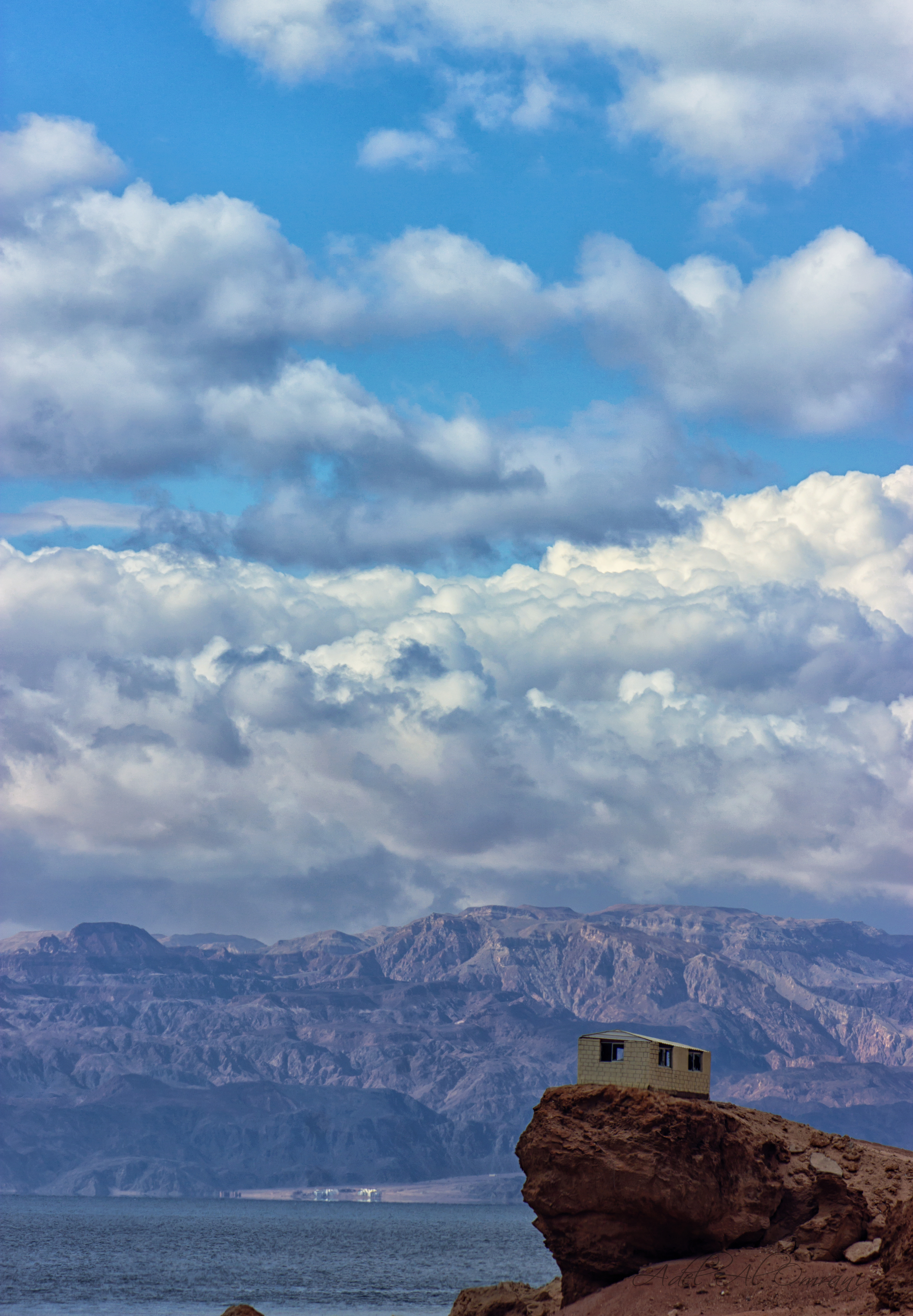
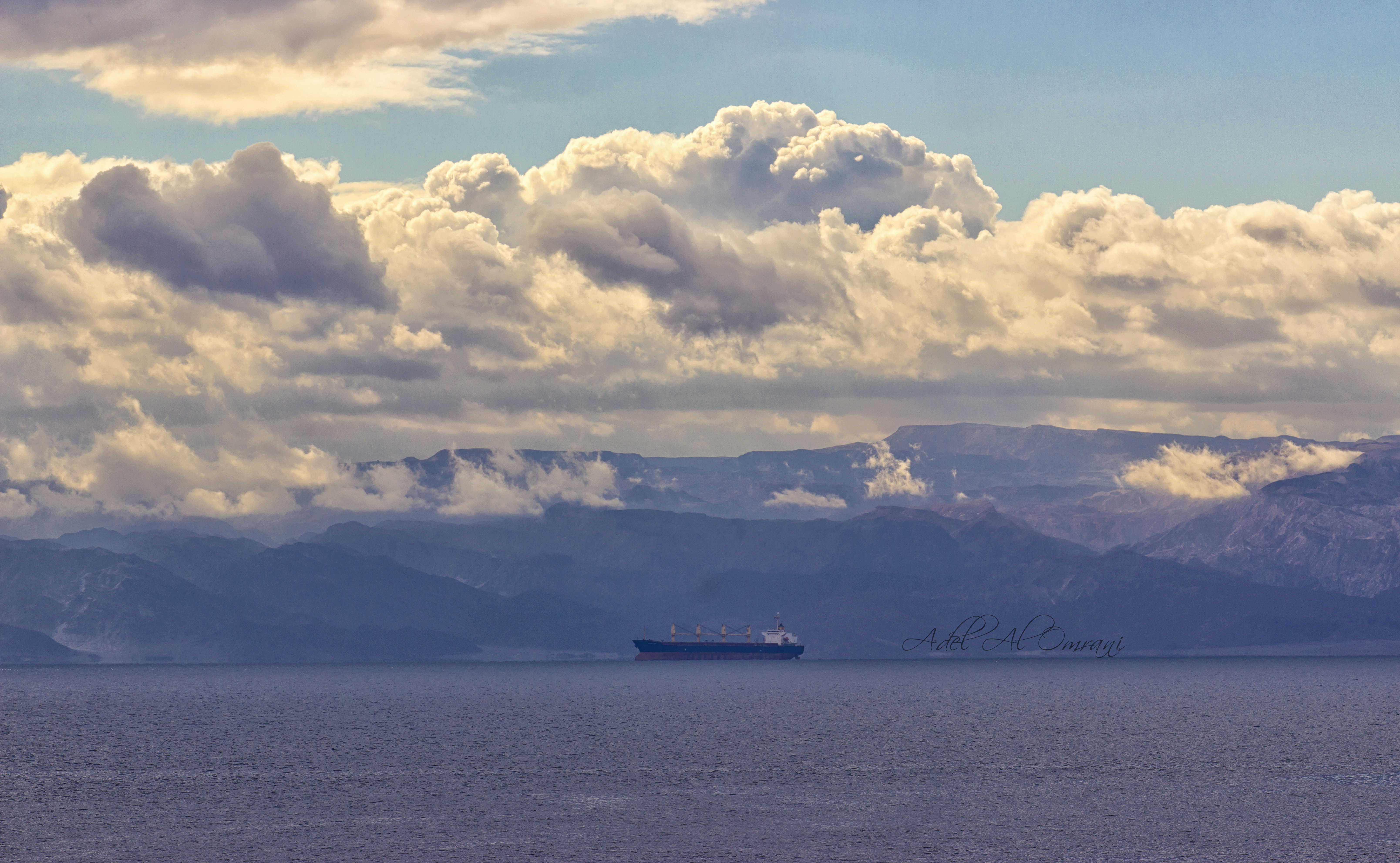
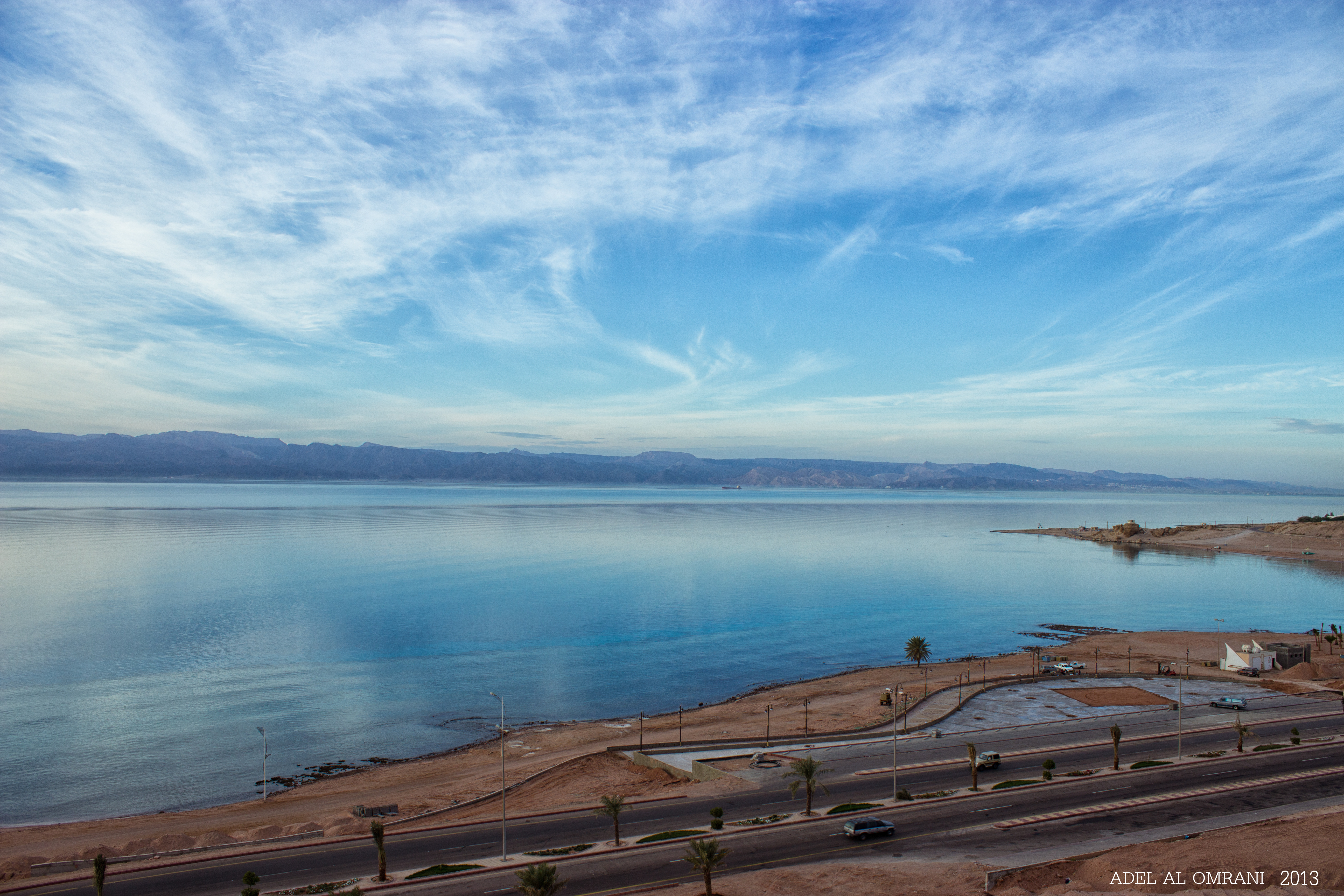
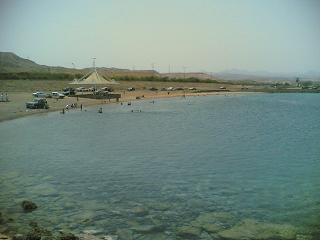
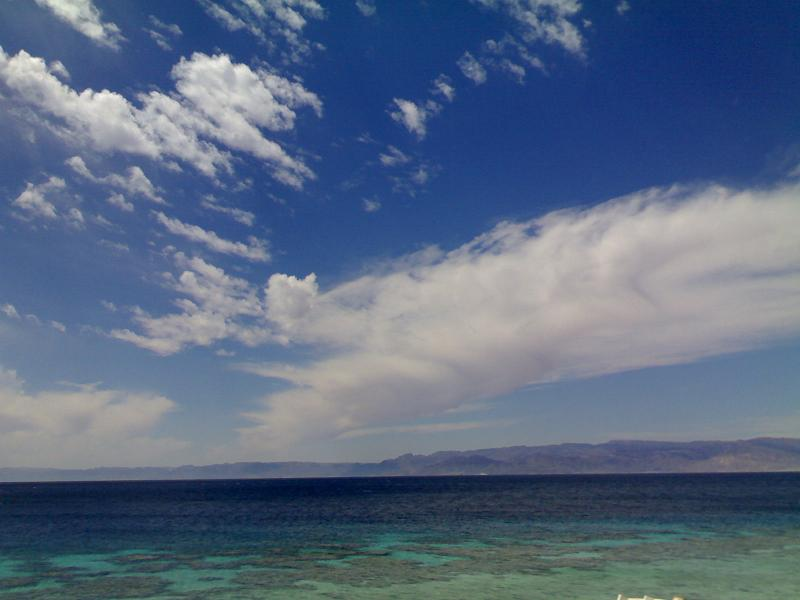